# ISO 21500
La norme internationale ISO 21500 intitulée « Management des projets, programmes et portefeuilles — Contexte et concepts » définit un cadre de référence pour l'organisation, la planification et la conduite de projets. Elle se compose d'une définition de concepts clés autour de la notion de projet, et d'un ensemble de 39 processus couvrant tous les aspects du management d'un projet. Cette norme courte de 39 pages se veut adaptée à toutes sortes d'organisations et toutes sortes de projets. Elle est publiée par l'Organisation Internationale de Normalisation et sa version actuelle date de 2021.

## Principes
La norme ISO 21500 définit un projet comme « un ensemble unique de processus, constitués d’activités coordonnées et maîtrisées, ayant des dates de début et de fin et entreprises pour atteindre les objectifs du projet. La réalisation des objectifs du projet requiert la fourniture de livrables conformes à des exigences spécifiques ». Elle est indépendante du domaine d'activité dans lequel elle est employée.  Elle définit le rôle du chef de projet et du commanditaire du projet, ainsi que d'autres intervenants de la gestion de projet.  
La norme identifie 10 groupes de sujets qui nécessitent d'être pris en compte et gérés au cours d'un projet: l'intégration de tous les éléments d'un projet, les parties prenantes impliquées, le contenu, les ressources nécessaires, les délais, les coûts, les risques, la qualité, les approvisionnements et la communication. Elle identifie également cinq groupes de processus : le lancement, la planification, la mise en œuvre, la maîtrise (c'est-à-dire le suivi) et la clôture, en précisant que ces groupes ne sont pas des phases du projet, mais correspondent à des processus susceptibles de s'appliquer tout au long du projet. Finalement, elle combine les groupes de processus avec les sujets pour définir 39 processus, qui couvrent l'ensemble de l'activité de management de projet.
La norme résume en six figures synthétiques les principaux concepts du management de projet, la contribution des projets à la création de valeur, les liens avec les programmes et les portefeuilles de projets, une cartographie type des parties prenantes, les relations entre les groupes de processus, ainsi que les principaux documents de gestion de projet. A cela s'ajoute une annexe illustrant, avec un schéma pour chacun des 5 groupes de processus, les interrelations entre leurs processus ainsi que les groupes de sujets concernés.
La norme ne traite que du management de projet et de ses processus. Elle ne traite ni du cycle de vie du projet (c'est-à-dire de son découpage en phases, ou en tâches), ni des activités métier (c'est-à-dire les rôles, procédés et méthodes utilisés pour réaliser les produits ou les services du projet), ni des techniques de gestion de projet applicables pour les processus.

## Relation avec d'autres normes et référentiels

### Autres référentiels
La norme ISO 21500 est très proche du référentiel « Project management Body of Knowledge » (PMBOK) du Project Management Institute (PMI). En effet, les deux référentiels utilisent les mêmes 5 groupes de processus et 10 groupes de sujets (appelés domaines de connaissances dans la terminologie du PMI), avec seulement quelques différences mineures dans l'appellation. Les deux sont donc complémentaires. Néanmoins ISO 21500 reste plus légère avec ses 20 pages à comparer au plus de 600 pages du PMBOK. Ceci s'explique par le fait que le PMBOK comporte 47 processus, et décrit pour chaque processus des techniques et outils spécifiques ainsi le détail des entrées et sorties.
PRINCE2, la méthode promue par le gouvernement britannique, se positionne comme méthode mettant en œuvre des principes de gestion de projet avec des concepts compatibles avec ISO 21500, et se voit donc complémentaire avec ISO 21500 et PMBOK.

### Autres normes
La norme internationale ISO 10006:2003, intitulée « Systèmes de management de la qualité - Lignes directrices pour le management de la qualité dans les projets », définit certains éléments du management de projet, mais sous l'angle de la gestion de qualité. Cette norme a également de fortes similarités avec le PMBOK mais utilise une terminologie française différente d'ISO 21500.
La norme internationale ISO 10007:2003, intitulée « Systèmes de management de la qualité - Lignes directrices pour la gestion de la configuration » définit de bonnes pratiques en matière de management de la configuration, qui peut contribuer de façon complémentaire aux processus de gestion du contenu du projet, notamment par la d'identification des livrables du projet et à la maitrise des modifications.    
La norme internationale ISO 21511:2018, intitulée « Management de projets, programmes et portefeuilles - Organigramme des Tâches en management de projet et de programme » complète la norme avec des lignes directrices et des pratiques reconnues pour l’élaboration et la création d’un organigramme des tâches du projet.
La norme internationale ISO 31000:2009, intitulée « Management du risque – Principes et lignes directrices » peut également contribuer à renforcer les processus liés à la gestion des risques du projet.

## Origine et historique
En 2011, le comité technique ISO/TC 258 est créé pour conduire les travaux de normalisation dans le domaine des projets, des programmes et des portefeuilles de projets. Il réunit depuis les organismes de normalisation de 39 pays. Le secrétariat en est assuré par l'ANSI, l'organisme de normalisation américain, qui a mandaté le PMI pour le représenter auprès de l'ISO.
La première version, ISO 21500:2012, est publiée en septembre 2012. La deuxième édition de l'ISO 21500 est parue en 2021 sous le titre "Management des projets, programmes et portefeuilles — Contexte et concepts".

## Histoire
| Année | Description             |  |
| ----- | ----------------------- |  |
| 2012  | ISO 21500 (1re édition) |  |
| 2021  | ISO 21500 (2e édition)  |  |